# Torkom II Manougian
Torkom II Manougian (en arménien Թորգոմ Բ Մանուկեան ; né Avedis Manougian dans un camp de réfugiés près de la ville de Bakouba, au nord de Bagdad en Irak, le 16 février 1919, et mort le 12 octobre 2012) est le 96e patriarche arménien de Jérusalem. Il est à la tête du patriarcat arménien de Jérusalem du 22 mars 1990 à sa mort. Il a auparavant exercé la charge comme « locum tenens » du 9 février au 22 mars 1990 à la suite du décès son prédécesseur le patriarche Yéghiché II Derderian.